# Derolathrus ceylonicus
Derolathrus ceylonicus är en skalbaggsart som först beskrevs av Sen Gupta 1979.  Derolathrus ceylonicus ingår i släktet Derolathrus och familjen Jacobsoniidae. Inga underarter finns listade i Catalogue of Life.